# Pierre Matthieu
Pierre Matthieu (Pesmes, 1563 – Tolosa, 1621) è stato uno scrittore, poeta e drammaturgo francese.

## Biografia
Pierre Matthieu compì i propri studi dai Gesuiti, dove imparò rapidamente il latino, il greco antico e l'ebraico. A 19 anni iniziò ad aiutare il padre, insegnante nel collegio di Vercel, nel Doubs. Faceva recitare agli alunni la tragedia "Esther" (stampata a Lione nel 1585). Continuò i suoi studi di diritto a Valence, conseguendo il titolo di dottore nel 1586, e divenne avvocato al tribunale di Lione. 
Sebbene avesse testimoniato il suo attaccamento ai signori di Guisa e alla Lega Cattolica, nel febbraio 1594 fu tra i deputati inviati dagli abitanti di Lione ad assicurare a Enrico IV la loro fedeltà. Durante la visita alla città del re, l'anno seguente, Matthieu fu incaricato di sovrintendere a tutte le cerimonie relative all'accoglienza del re. Si recò quindi a Parigi, dove la protezione di Pierre Jeannin gli consentì di ottenere il titolo di storiografo. Molto ben visto a corte, intratteneva rapporti piuttosto cordiali con Enrico IV, che non disdegnava di metterlo a parte delle particolarità del suo regno.
Si ammalò mentre accompagnava Luigi XIII all'assedio di Montauban e morì a Tolosa all'età di 58 anni.

## Opere
Pierre Matthieu scrisse cinque tragedie: Clitemnestra (1578), Esther (1581), Vashti (1589), Aman, o della perfidia (1589) e La Guisiade (1589). In poesia pubblicò Tavolette della vita e della morte e Quartine della vita e della morte. I suoi romanzi La Maga, Aelius Sejanus, La Femme Cathenoise erano ostili a Concino Concini e alla  moglie Leonora Dori Galigai.
Scrisse inoltre numerose opere storiografiche.
Come il gesuita Pierre Cotton, anche Pierre Matthieu fu accusato di plagio da Agrippa d'Aubigné.